# Aermacchi MB-326
Aermacchi hay Macchi MB-326 là một loại máy bay phản lực quân sự hạng nhẹ của Ý. Ban đầu nó được thiết kế làm máy bay huấn luyện 2 chỗ, sau đó được chế tạo thêm các phiên cường kích hai chỗ và một chỗ hạng nhẹ.

## Biến thể

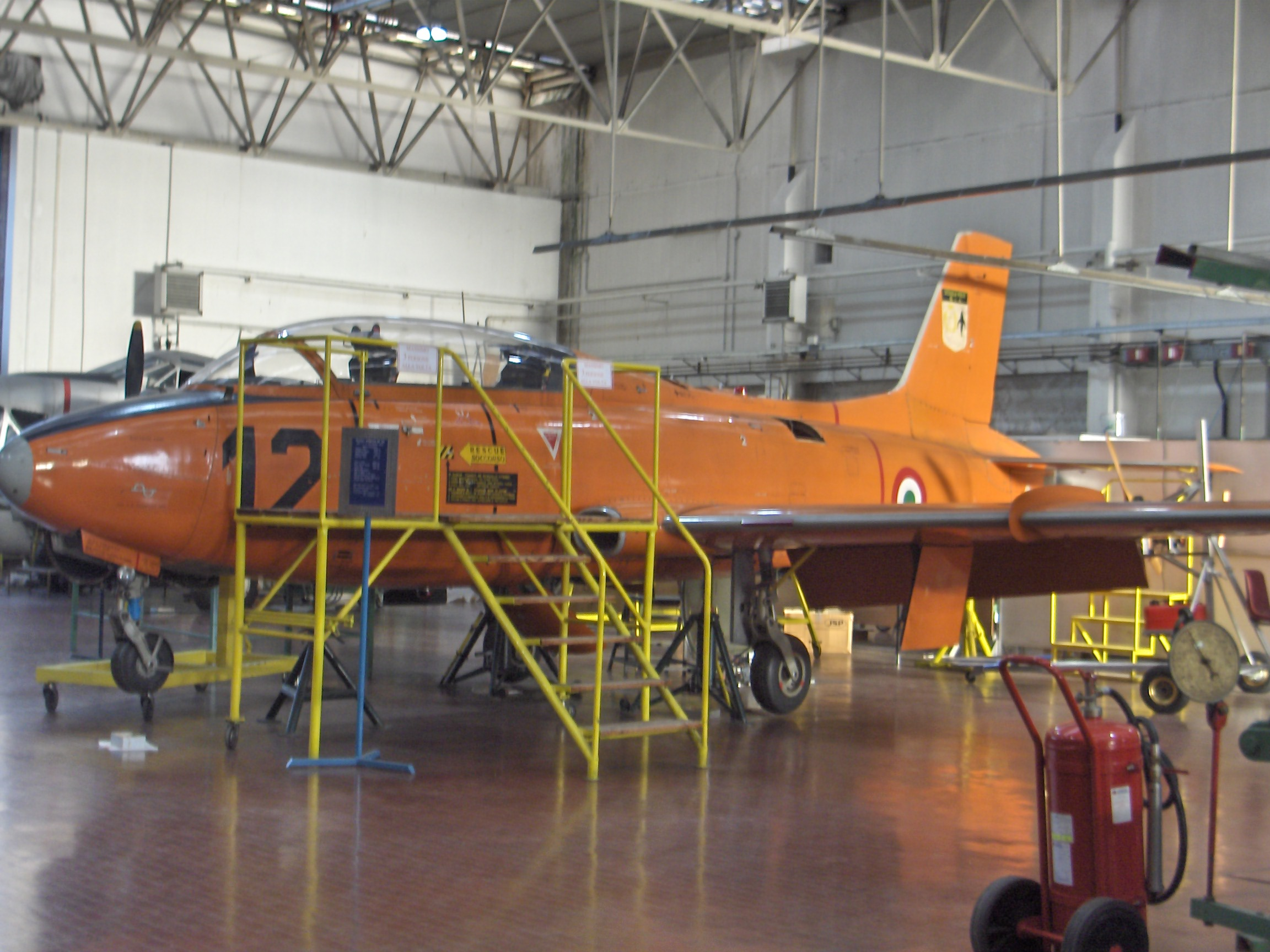
MB-326A ITI A.Malignani Udine, Ý (Trường kỹ thuật hàng không)

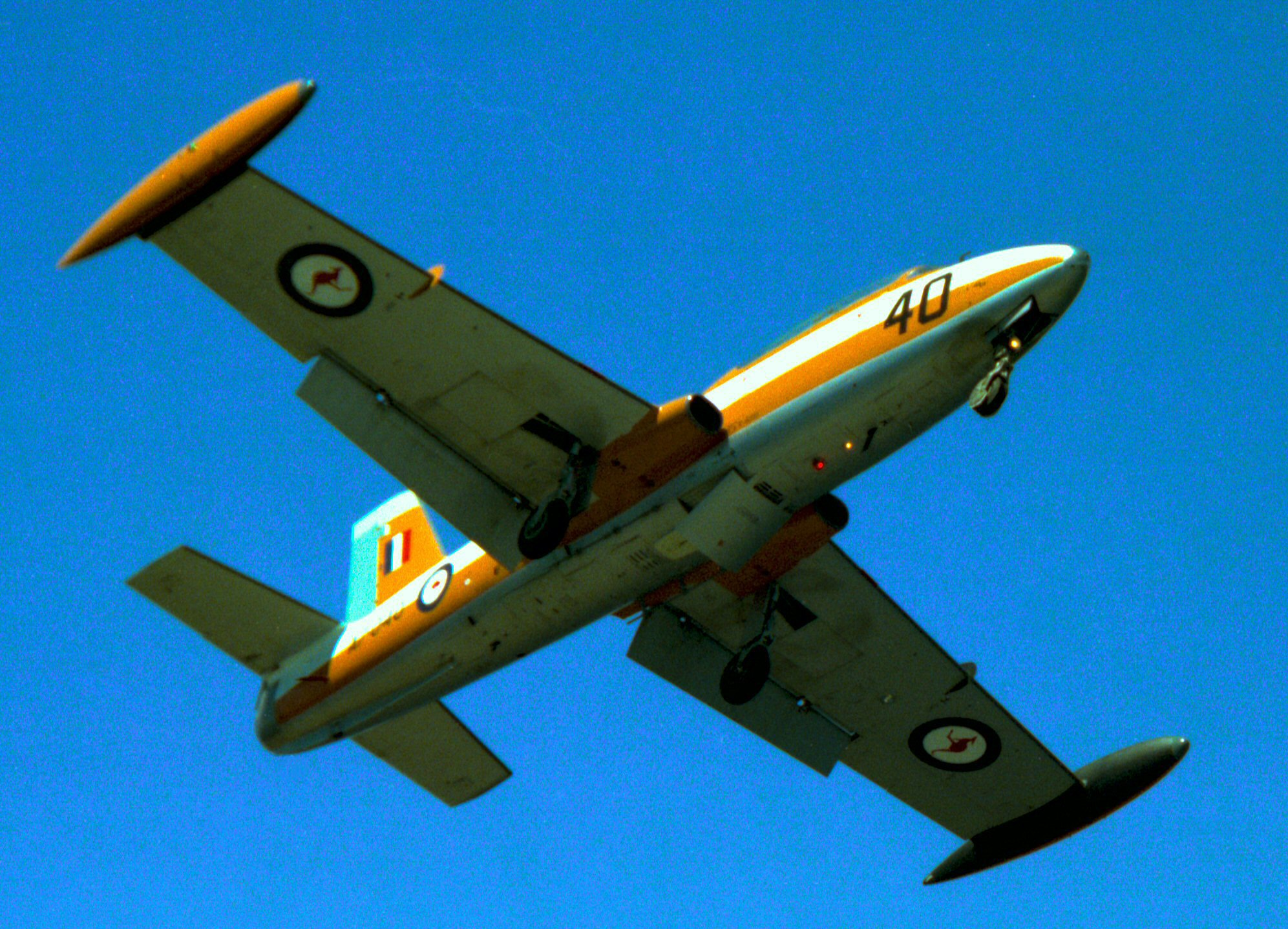
A7-040 (MB326H) cất cánh từ tàu HMAS Melbourne, Fremantle năm 1980

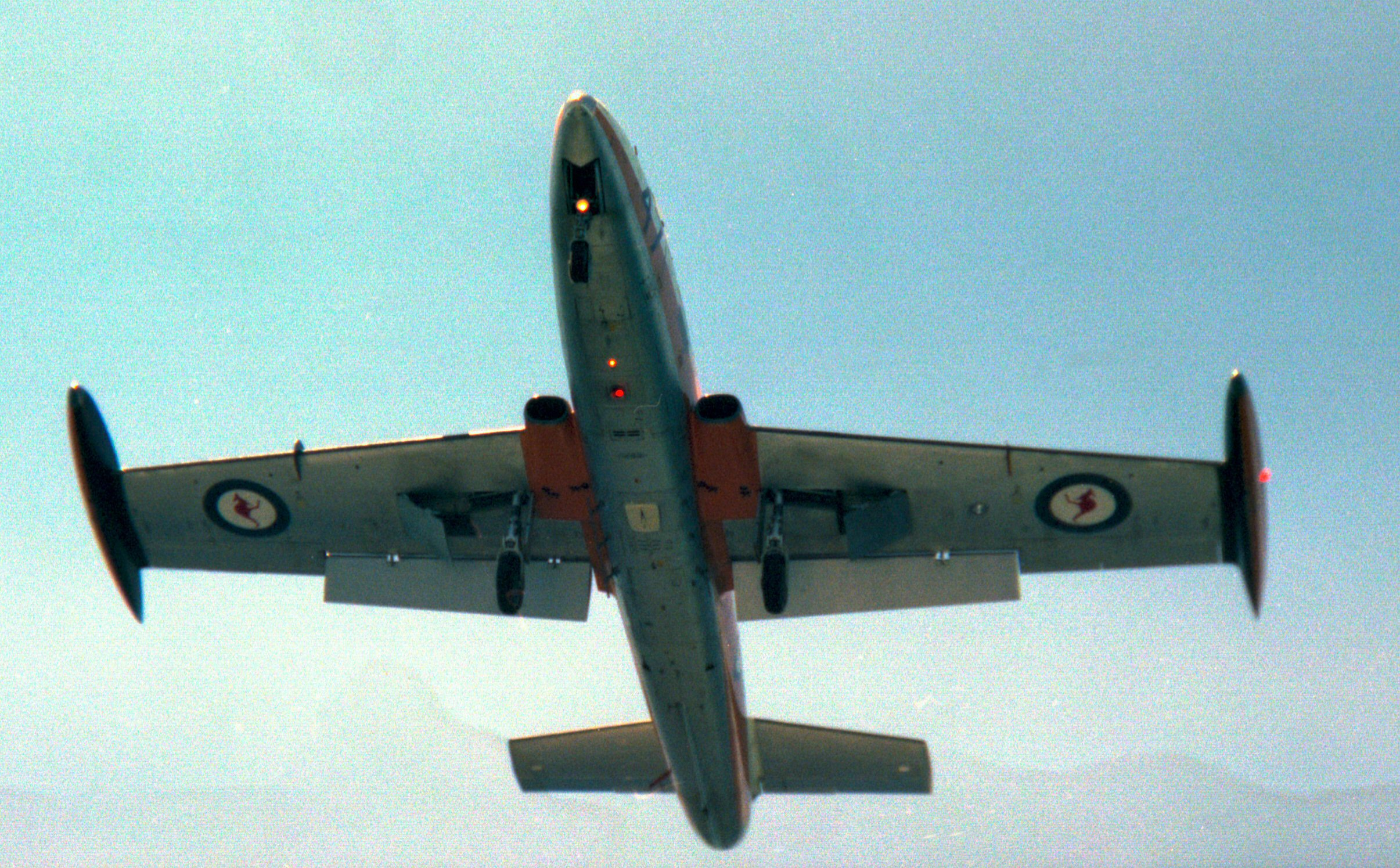
MB326H

- MB-326:
- MB-326A:
- MB-326B:
- MB-326D:
- MB-326E:
- MB-326F:
- MB-326G: 
  - MB-326GB:
  - MB-326GC:
  - AT-26 Xavante:
  - RT-26 Xavante:
- MB-326H:
- MB-326K: 
  - Impala Mk II:
  - MB-326KB:
  - MB-326KD:
  - MB-326KG:
  - MB-326KT:
- MB-326L: 
  - MB-326LD:
  - MB-326LT:
- MB-326M: 
  - Impala Mk I:
- MB-326RM:

## Quốc gia sử dụng
Argentina

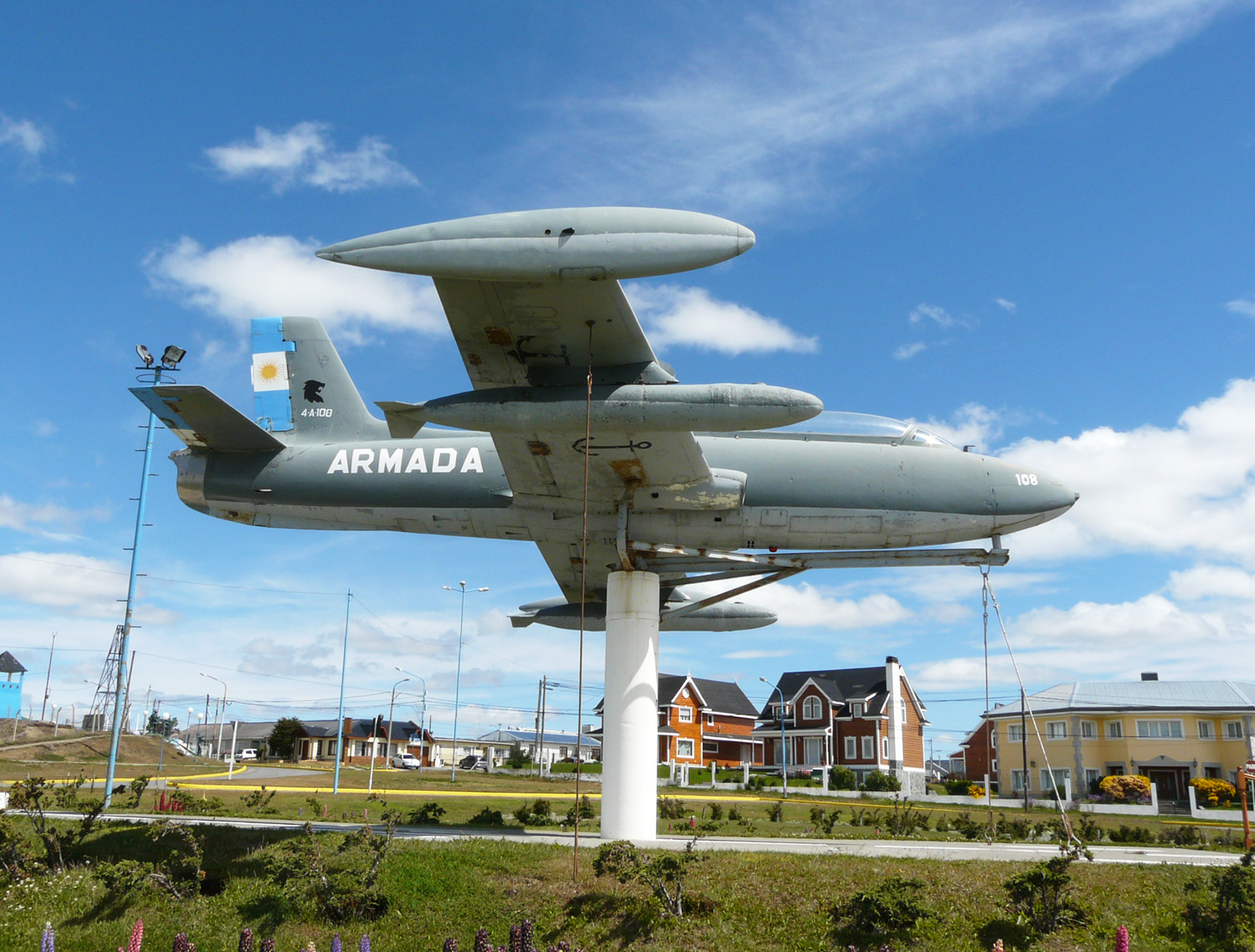
MB-326 thuộc Hải quân Argentina, trưng bày tại Río Grande, Tierra del Fuego

- Hải quân Argentina - Không quân Hải quân Argentina

 Úc
- Không quân Hoàng gia Australian

 Brasil
- Không quân Brasil

 Cameroon
- Không quân Cameroon

 Cộng hòa Dân chủ Congo
- Không quân Cộng hòa Dân chủ Congo

 Dubai
 Ghana
- Không quân Ghana

 Ý
- Alitalia
- Không quân Ý

 Paraguay
- Không quân Paraguay

 South Africa
- Không quân Nam Phi

 Togo
- Không quân Togo

 Tunisia
- Không quân Tunisia

 UAE
 Hoa Kỳ
 Zaire
- Không quân Zaire

 Zambia
- Không quân Zambia

## Tính năng kỹ chiến thuật (MB-326)
Dữ liệu lấy từ Jane's All The World's Aircraft 1969-70 
Đặc điểm tổng quát
- Tổ lái: 2
- Tải trọng: 1.814 kg (4.000 lb)
- Chiều dài: 10,65m (34 ft 11¼ in)
- Sải cánh: 10,56 m (34 ft 8 in)
- Chiều cao: 3,72 m (12 ft 2½ in)
- Diện tích cánh: 19 m² (204,5 ft²)
- Trọng lượng rỗng: 2.237 kg (4.930 lb)
- Trọng lượng cất cánh tối đa: 3.765 kg (8.300 lb)
- Động cơ: 1 × Bristol Siddeley Viper Mk.11 , 11,1 kN (2.500 lbf)

 Hiệu suất bay 
- Tốc độ không vượt quá: Mach 0.8
- Vận tốc cực đại: 806 km/h (436 knot, 501 mph) trên độ cao 4.575 m (15.000 ft)
- Thất tốc: 146 km/h (79 knots, 91 mph)
- Tầm bay: 1.665 km (900 hải lý, 1.035 dặm)
- Trần bay: 12.500 m (41.000 ft)
- Vận tốc leo cao: 22,3 m/s (4.400 ft/phút)

Trang bị vũ khí

- Súng: 2 × súng máy M2 Browning 12,7 mm
- Bom: Lên tới 2000 lb (900 kg) vũ khí